# Martin Laliberté
Martin Laliberté (Québec, 13 dicembre 1964) è un missionario e vescovo cattolico canadese, dal 14 marzo 2022 vescovo di Trois-Rivières.

## Biografia
Martin Laliberté è nato a Charlesbourg, uno dei sei arrondissement della città di Québec, il 13 dicembre 1964 da Claude Laliberté, diacono permanente, e Denise Marier.

### Formazione e ministero sacerdotale
Tra il 1983 e il 1987 ha studiato all'Università Laval di Québec conseguendo la laurea in teologia e il diploma in pedagogia. Dal 1987 al 1989 ha lavorato come missionario laico a Corail, Haiti, con l'Ordine francescano secolare. Nel 1990 è entrato nella Società per le missioni estere della provincia di Québec. Fino al 1992 ha lavorato come animatore missionario con i giovani del Québec. Ha poi trascorso un anno di formazione spirituale presso il Centro di Spiritualità Manrèse di Québec e poi ha proseguito gli studi all'Università di San Paolo a Ottawa dove ha conseguito un master's degree in scienze della missione.
Il 22 giugno 1995 ha emesso la professione solenne e il 29 dello stesso mese è stato ordinato diacono nella cappella della casa generalizia della sua Società a Laval dal cardinale Maurice Couture, arcivescovo metropolita di Québec. Il 28 ottobre successivo è stato ordinato presbitero nella chiesa di Notre-Dame des Laurentides a Québec da monsignor Marc Leclerc, vescovo ausiliare di Québec. Dal 1996 alla fine del 2004 ha prestato servizio come missionario in Brasile, prima a Manacapuru e poi a Caapiranga. Fu vicario parrocchiale della parrocchia di Nostra Signora di Nazaré a Manacapuru dal luglio del 1996 al dicembre del 1997, parroco della parrocchia di San Sebastiano a Caapiranga dal dicembre del 1997 alla fine del 2004; superiore del gruppo missionario della sua Società in Brasile dal 1998 alla fine del 2004 e presidente del consiglio presbiterale della prelatura territoriale di Coari dal 1998 al 2000.
Tornato in Canada, è stato direttore del Centro di formazione per candidati laici missionari dal 2005 al 2008 e primo assistente e vicario generale della sua Società dal 2008. L'8 maggio 2013 è stato eletto superiore generale; è succeduto a padre Guy Charbonneau, recentemente nominato vescovo di Choluteca. Il 4 giugno 2018 è stato rieletto superiore generale per un secondo mandato di cinque anni.

### Ministero episcopale
Il 25 novembre 2019 papa Francesco lo ha nominato vescovo ausiliare di Québec e titolare di Sertei. Ha ricevuto l'ordinazione episcopale il 29 dicembre successivo nella basilica cattedrale di Nostra Signora a Québec dal cardinale Gérald Cyprien Lacroix, arcivescovo metropolita di Québec, co-consacranti il vescovo di Chicoutimi René Guay e il vescovo ausiliare di Québec Marc Pelchat. Tra gli altri, erano presenti al rito il nunzio apostolico Luigi Bonazzi e il vescovo anglicano del Québec Bruce Myers.
Il 14 marzo 2022 lo stesso pontefice lo ha nominato vescovo di Trois-Rivières. Ha preso possesso della diocesi l'8 aprile successivo con una cerimonia tenutasi nella cattedrale dell'Assunzione a Trois-Rivières.
Oltre al francese parla inglese, portoghese, spagnolo e creolo haitiano.

## Genealogia episcopale
La genealogia episcopale è:
- Cardinale Scipione Rebiba
- Cardinale Giulio Antonio Santori
- Cardinale Girolamo Bernerio, O.P.
- Arcivescovo Galeazzo Sanvitale
- Cardinale Ludovico Ludovisi
- Cardinale Luigi Caetani
- Cardinale Ulderico Carpegna
- Cardinale Paluzzo Paluzzi Altieri degli Albertoni
- Papa Benedetto XIII
- Papa Benedetto XIV
- Papa Clemente XIII
- Cardinale Enrico Benedetto Stuart
- Papa Leone XII
- Cardinale Chiarissimo Falconieri Mellini
- Cardinale Camillo Di Pietro
- Cardinale Mieczysław Halka Ledóchowski
- Cardinale Jan Maurycy Paweł Puzyna de Kosielsko
- Arcivescovo Józef Bilczewski
- Arcivescovo Bolesław Twardowski
- Arcivescovo Eugeniusz Baziak
- Papa Giovanni Paolo II
- Cardinale Marc Ouellet, P.S.S.
- Cardinale Gérald Cyprien Lacroix, I.S.P.X.
- Vescovo Martin Laliberté, P.M.E.